# Norra Ringstadtjärnet
Norra Ringstadtjärnet är en sjö i Kils kommun i Värmland och ingår i Göta älvs huvudavrinningsområde. Sjön är 3,5 meter djup, har en yta på 0,216 kvadratkilometer och befinner sig 89 meter över havet.

## Delavrinningsområde
Norra Ringstadtjärnet ingår i det delavrinningsområde (661274-134886) som SMHI kallar för Utloppet av Norra Ringstadtjärnen. Medelhöjden är 149 meter över havet och ytan är 5,19 kvadratkilometer. Det finns inga avrinningsområden uppströms utan avrinningsområdet är högsta punkten. Vattendraget som avvattnar avrinningsområdet har biflödesordning 3, vilket innebär att vattnet flödar genom totalt 3 vattendrag innan det når havet efter 291 kilometer. Avrinningsområdet består mestadels av skog (78 procent). Avrinningsområdet har 0,21 kvadratkilometer vattenytor vilket ger det en sjöprocent på 4 procent.